# Arcy-sur-Cure
Arcy-sur-Cure és un municipi francès, situat al departament del Yonne i a la regió de Borgonya - Franc Comtat. L'any 2007 tenia 509 habitants.

## Demografia

### Població
El 2007 la població de fet d'Arcy-sur-Cure era de 509 persones. Hi havia 244 famílies, de les quals 100 eren unipersonals (44 homes vivint sols i 56 dones vivint soles), 72 parelles sense fills, 48 parelles amb fills i 24 famílies monoparentals amb fills.
La població ha evolucionat segons el següent gràfic:
Habitants censats

### Habitatges
El 2007 hi havia 500 habitatges, 250 eren l'habitatge principal de la família, 178 eren segones residències i 72 estaven desocupats. 487 eren cases i 12 eren apartaments. Dels 250 habitatges principals, 200 estaven ocupats pels seus propietaris, 42 estaven llogats i ocupats pels llogaters i 8 estaven cedits a títol gratuït; 4 tenien una cambra, 22 en tenien dues, 60 en tenien tres, 75 en tenien quatre i 89 en tenien cinc o més. 158 habitatges disposaven pel capbaix d'una plaça de pàrquing. A 133 habitatges hi havia un automòbil i a 68 n'hi havia dos o més.

### Piràmide de població
La piràmide de població per edats i sexe el 2009 era:
| Homes | Edats   | Dones |
| ----- | ------- | ----- |
| 4     | 95 o +  | 0     |
| 0     | 90 a 94 | 0     |
| 4     | 85 a 89 | 4     |
| 4     | 80 a 84 | 12    |
| 24    | 75 a 79 | 32    |
| 16    | 70 a 74 | 12    |
| 20    | 65 a 69 | 32    |
| 12    | 60 a 64 | 0     |
| 16    | 55 a 59 | 20    |
| 8     | 50 a 54 | 4     |
| 20    | 45 a 49 | 12    |
| 4     | 40 a 44 | 4     |
| 12    | 35 a 39 | 4     |
| 16    | 30 a 34 | 16    |
| 20    | 25 a 29 | 20    |
| 0     | 20 a 24 | 4     |
| 0     | 15 a 19 | 12    |
| 0     | 10 a 14 | 4     |
| 16    | 5 a 9   | 8     |
| 16    | 0 a 4   | 12    |

## Economia
El 2007 la població en edat de treballar era de 295 persones, 205 eren actives i 90 eren inactives. De les 205 persones actives 187 estaven ocupades (104 homes i 83 dones) i 18 estaven aturades (8 homes i 10 dones). De les 90 persones inactives 39 estaven jubilades, 26 estaven estudiant i 25 estaven classificades com a «altres inactius».

### Ingressos
El 2009 a Arcy-sur-Cure hi havia 255 unitats fiscals que integraven 527,5 persones, la mediana anual d'ingressos fiscals per persona era de 16.772 €.

### Activitats econòmiques
Dels 32 establiments que hi havia el 2007, 7 eren d'empreses de construcció, 5 d'empreses de comerç i reparació d'automòbils, 1 d'una empresa de transport, 5 d'empreses d'hostatgeria i restauració, 2 d'empreses de serveis, 7 d'entitats de l'administració pública i 5 d'empreses classificades com a «altres activitats de serveis».
Dels 12 establiments de servei als particulars que hi havia el 2009, 1 era una oficina de correu, 2 paletes, 2 fusteries, 4 lampisteries, 1 restaurant i 2 salons de bellesa.
L'any 2000 a Arcy-sur-Cure hi havia 6 explotacions agrícoles.

## Equipaments sanitaris i escolars
L'únic equipament sanitari que hi havia el 2009 era una farmàcia.
El 2009 hi havia una escola elemental.

## Poblacions més properes
El següent diagrama mostra les poblacions més properes.